# Nemotelus aldrichi
Nemotelus aldrichi är en tvåvingeart som först beskrevs av Samuel Wendell Williston  1917.  Nemotelus aldrichi ingår i släktet Nemotelus och familjen vapenflugor. Inga underarter finns listade i Catalogue of Life.